# پاناسونیک لومیکس دی‌ام‌سی-ال۱۰
پاناسونیک لومیکس دی‌ام‌سی-ال۱۰ (به انگلیسی: Panasonic Lumix DMC-L10) یک دوربین عکاسی ساخت شرکت پاناسونیک است.